# Bibliothèque de l'université d'Uppsala
La bibliothèque de l'université d'Uppsala, en Suède, comprend dix-neuf sections dont la plus importante est celle de l'ancienne bibliothèque, la Carolina Rediviva. La bibliothèque recèle une collection extrêmement riche.

## Histoire
Le bâtiment le plus remarquable de la bibliothèque universitaire est la Carolina Rediviva, la « Caroline ranimée », ainsi nommée en référence à l'académie caroline, qui abritait la bibliothèque de l'université jusqu'en 1691, date à laquelle elle fut transférée au plus haut étage du Gustavianum, où elle échappa miraculeusement au grand incendie de la ville en 1702. Au milieu du XVIIe siècle, il fut projeté de ramener la bibliothèque à l'Academia Carolina. Le bâtiment fut démoli en 1778 pour laisser la place à une nouvelle bibliothèque, mais ne fut jamais reconstruit, et l'ancien emplacement, à côté de la cathédrale, est aujourd'hui occupé par une pelouse. La Carolina Rediviva actuelle a été construite ailleurs et achevée en 1841.

## Collections
Les collections de manuscrits d'Uppsala comprennent notamment de nombreux dons et confiscations effectués au XVIIe siècle, comme la collection du baron Hogenskild Bielke. Parmi les plus beaux manuscrits, on compte le Codex Argenteus confisqué à Prague, qui subsiste de la traduction gotique du Nouveau Testament par Wulfila, un manuscrit des évangiles ottonien enluminé, le plus vieux manuscrit de l'Edda de Snorri (Codex Upsaliensis), ou encore la collection Copernicana, issue de la bibliothèque de Nicolas Copernic et confisquée à Cracovie. On remarque aussi la collection de l'imprimeur Giambattista Bodoni et celle, plus récente, du Dr Erik Waller.
Les collections musicales sont très riches, en particulier grâce à la collection Düben, établie par cette famille de musiciens officiels de la cour suédoise (en particulier Gustav Düben) et source unique de nombreux chefs-d'œuvre, comme la plus grande part des compositions de Dietrich Buxtehude. On compte par ailleurs les collections Leufsta et de Gimo, de Hugo Alfvén, de Joseph Martin Kraus, et diverses confiscations de guerre, comme la seule copie conservée du Cancionero de Uppsala, recueil de musique espagnole du XVIIe siècle.

## Sections

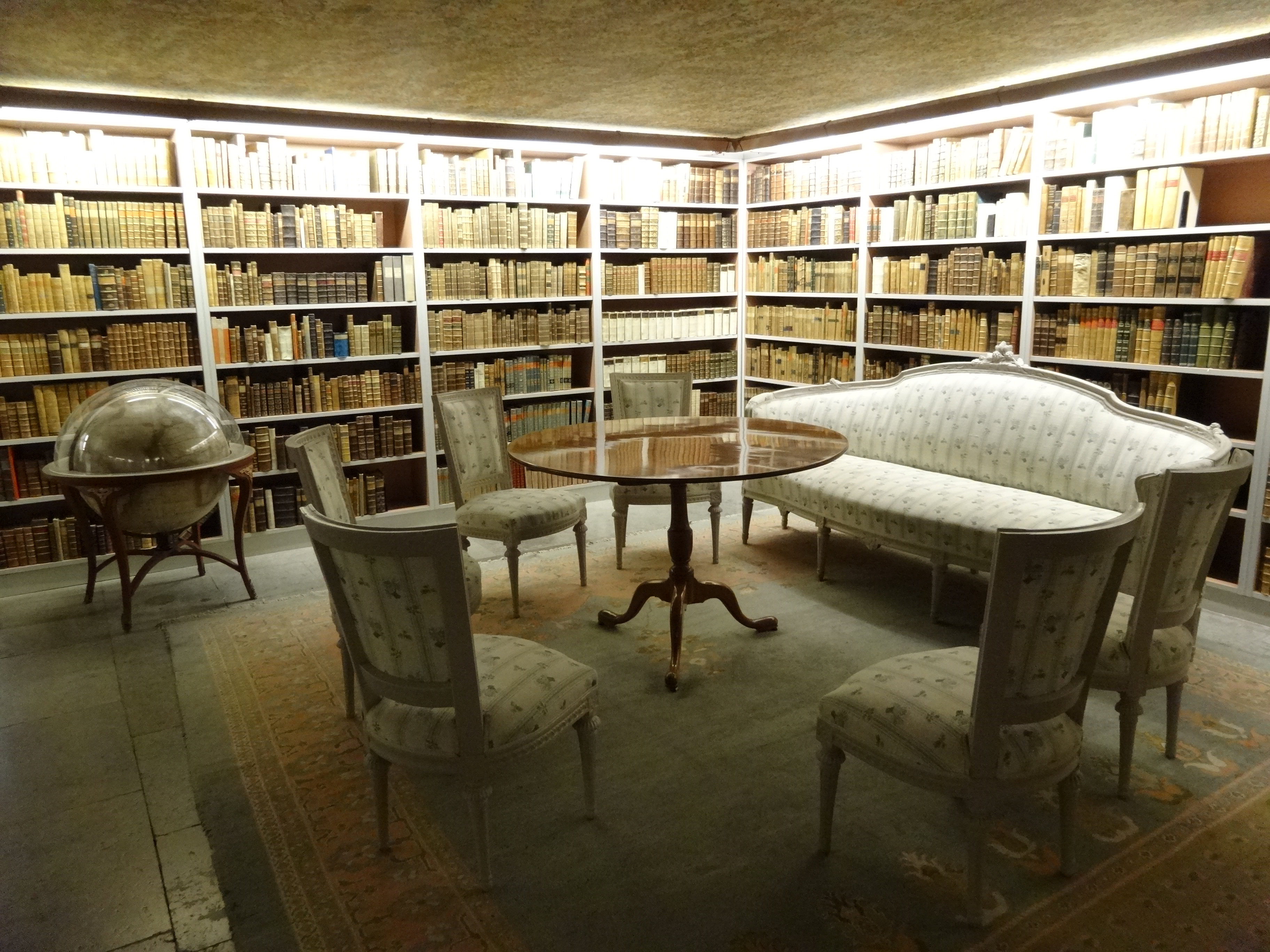
Bibliothèque de l'Université d'Uppsala, Carolina Rediviva

- Carolina Rediviva (sv)